# Cronologia de les guerres entre els Jin i els Song

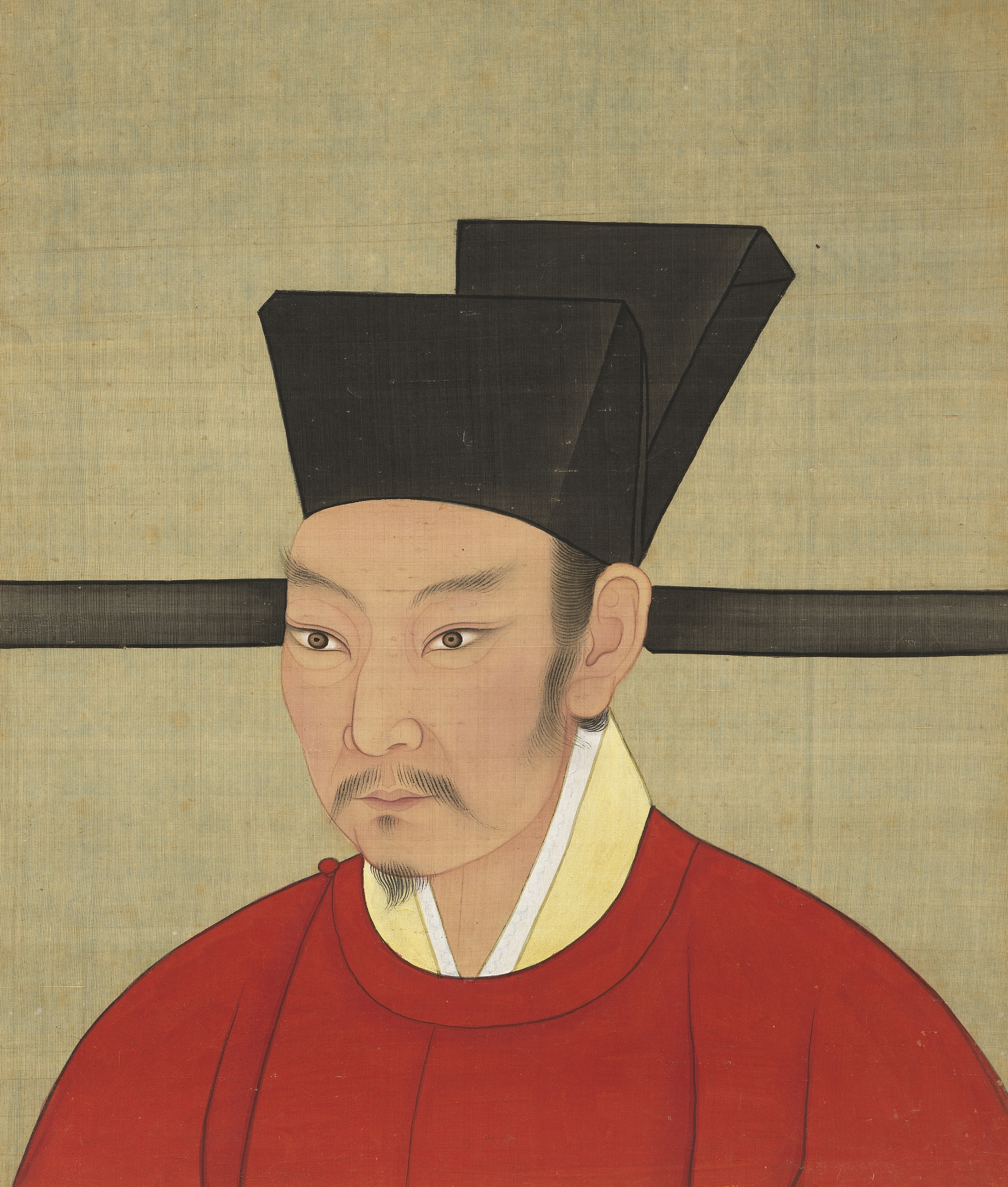
L'emperador Qinzong de Song fou empresonat i traslladat cap al nord, a Manxúria, com a ostatge de la dinastia Jin durant les guerres entre els Jin i els Song.

Les campanyes de les guerres entre els Jin i els Song tingueren lloc la dinastia Jin (jurchens) i la dinastia Song durant els segles xii i xiii. Els jurchens eren una confederació tribal de parla tungú nativa de Manxúria que enderrocaren els khitan (dinastia Liao) el 1122 i declararen l'establiment d'una nova dinastia, la Jin. Les relacions diplomàtiques entre la dinastia Jin i la Song empitjoraren fins al punt que els jurchens declararen la guerra a la dinastia Song el novembre de 1125.
Els jurchens enviaren dos exèrcits contra els Song: un d'ells capturà la capital provincial, Taiyuan, mentre l'altre assetjà la capital Song, Kaifeng. Els jurchens es retiraren quan els Song prometeren pagar una indemnització anual. Mentre la dinastia Song es tornava cada cop més feble, l'exèrcit Jin dugué a terme un segon setge contra Kaifeng, la qual fou capturada i saquejada; l'emperador de la dinastia Song, Qinzong, fou empresonat i dut al nord cap a Manxúria com a ostatge. La part romanent de la cort dels Song es retirà cap al sud de la Xina i començà el període del Song del sud de la història xinesa. Els Jin establiren dos governs titella —primer la dinastia Da Chu i més tard l'estat de Qi— com a estat coixí entre els Song i Manxúria.
Els jurchens es dirigiren cap al sud amb l'objectiu de conquerir el Song del sud, però les contraofensives dels generals xinesos com Yue Fei detingueren el seu avanç. Es negocià un acord de pau, el tractat de Shaoxing, ratificat el 1142, que establí el riu Huai com a frontera entre els dos imperis. La pau entre els Song i els Jin fou interrompuda dues vegades. L'emperador Jin Hailing Wang envaí el Song del sud l'any 1161, mentre que els venjadors Song intentaren sense èxit recuperar el nord de la Xina l'any 1204.
Les guerres contra els Song foren notables pel fet que aparegueren noves innovacions tecnològiques. En el setge de De'an de 1132 s'utilitzà per primer cop la llança de foc, una arma de pólvora primerenca, antecessora de l'arma de foc. El huopao, una bomba incendiària, s'utilitzà en diverses batalles i les bombes de pólvora fetes de ferro colat foren usades en un setge l'any 1221. Els jurchens migraren cap al sud i s'establiren al nord de la Xina, on adoptaren l'idioma i la cultura confuciana dels habitants locals. El govern de la dinastia Jin evolucionà cap a una burocràcia imperial centralitzada estructurada de la mateixa manera que les dinasties xineses anteriors. Tant aquesta dinastia com la dinastia Song trobaren la seva fi durant el segle xiii, quan l'Imperi Mongol s'expandí per bona part del continent asiàtic.